# Flachnasen-Fruchtvampir

Verbreitungsgebiet des Flachnasen-Fruchtvampirs

Der in Südamerika verbreitete Flachnasen-Fruchtvampir (Artibeus planirostris) ist ein Fledertier in der Gattung der Eigentlichen Fruchtvampire. Die Population wurde längere Zeit in die Jamaika-Fruchtfledermaus (Artibeus jamaicensis) als Unterart eingeordnet. Abhandlungen von 2005 und eine genetische Studie von 2007 klassifizieren sie als Art. Der deutsche Name spiegelt sich im wissenschaftlichen Namen wider, da das lateinische Wort planirostris flache Nase bedeutet.

## Merkmale
Diese Fledermaus ist 75 bis 110 mm lang und besitzt nur verkümmerte unsichtbare Schwanzwirbel. Sie hat 62 bis 73 mm lange Unterarme, Hinterfüße von 12 bis 25 mm Länge und 15 bis 26 mm lange Ohren sowie ein Gewicht von 40 bis 69 g. Das für die Gattung typische Nasenblatt mit einer hufeisenförmigen Grundform und einem lanzenartigen Aufsatz ist vorhanden. Das oberseitige weiche Fell wird durch 6 bis 8 mm lange Haare gebildet, die braun bis graubraun sind. Zusätzlich gibt es verstreute hellgraue bis weiße Haare. Allgemein haben Jungtiere helleres Fell als die Erwachsenen. Der Flachnasen-Fruchtvampir hat dunkelbraune Flughäute und die Schwanzflughaut ist nackt. Die für andere Artibeus-Arten kennzeichnenden hellen Streifen im Gesicht kommen vor, jedoch sind diese meist undeutlich.

## Verbreitung
Der Flachnasen-Fruchtvampir lebt im nördlichen Südamerika östlich der Anden von Venezuela bis Paraguay und zum nördlichen Argentinien. Die Art fehlt im zentralen Brasilien. Sie hält sich in Wäldern und Obstplantagen auf. In den Anden von Bolivien und Peru wurde diese Fledermaus bis 2000 Meter Höhe registriert.

## Lebensweise
In Plantagen wird die Art manchmal als Fruchtschädling betrachtet, doch sie trägt stark zur Verbreitung von Samen wilder und kultivierter Bäume bei. Der Ruheplatz liegt meist im Blattwerk der Bäume und gelegentlich unter Dächern. Vermutlich können Weibchen zu unterschiedlichen Jahreszeiten paarungsbereit sein. Im Norden von Argentinien erfolgt, soweit bekannt, keine Fortpflanzung in den kalten Monaten Mai und Juni (Südwinter). In Peru waren Weibchen mit einem Embryo trächtig. Die Geburt erfolgt vermutlich 3,5 Monate nach der Paarung.

## Gefährdung
Waldrodungen und andere Landschaftsveränderungen beeinflussen vor allem die argentinische Population. In andren Regionen tritt die Art häufig auf. Die IUCN listet den Flachnasen-Fruchtvampir als nicht gefährdet (least concern).